# Sâmbăta de Jos, Brașov
Sâmbăta de Jos este un sat în comuna Voila din județul Brașov, Transilvania, România.

## Geografie
Sâmbăta de Jos este situată pe Drumul Național 1 DN1, între localitățile Voila și Olteț, în imediata apropiere de Olt. De-a lungul satului, trece drumul județean Sâmbăta de Jos - Sâmbăta de Sus - Complexul Turistic Sâmbăta de Sus.

## Istorie

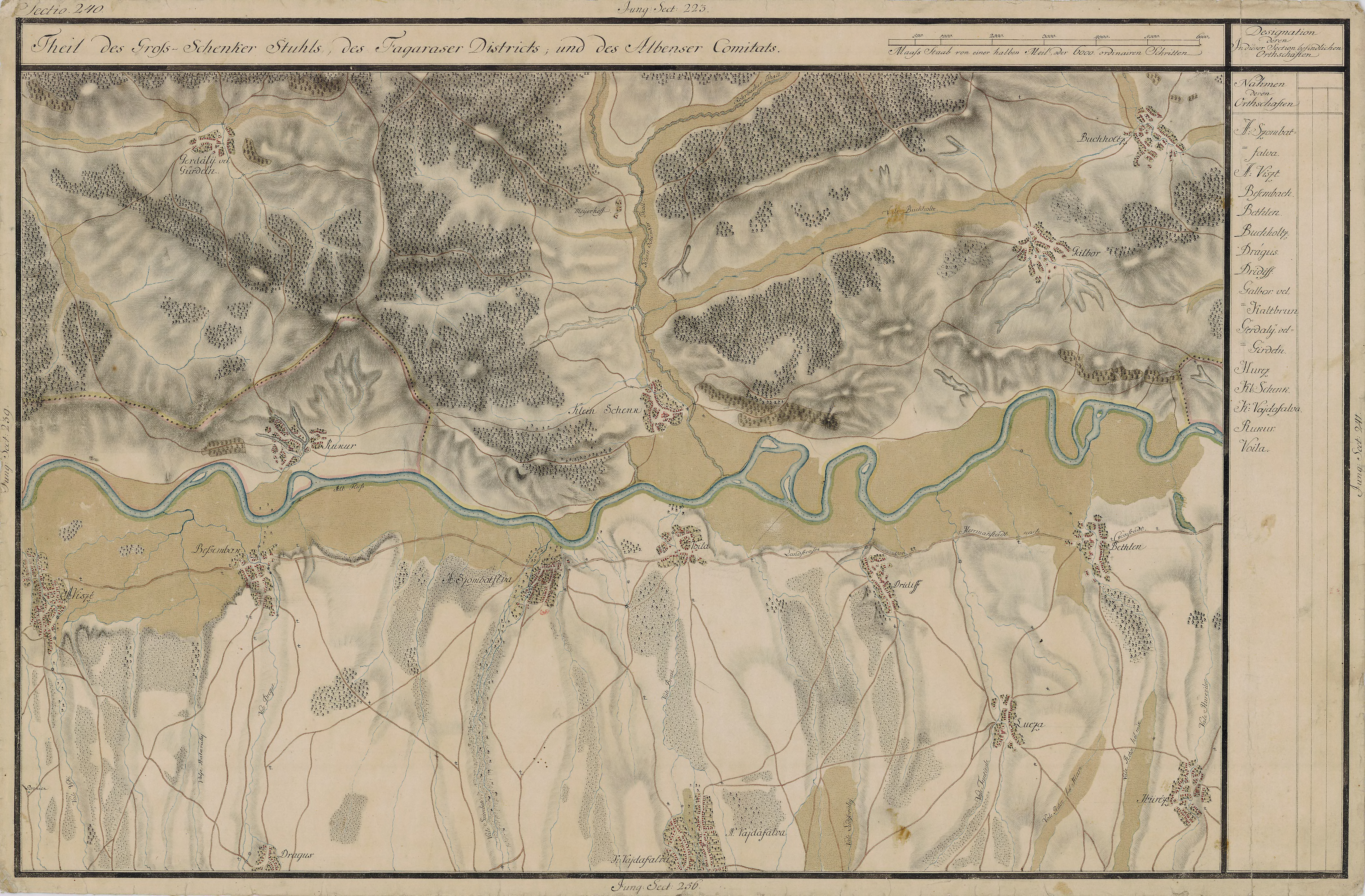
Sâmbăta de Jos în Harta Iosefină a Transilvaniei, 1769-1773

Din registrul conscripțiunii organizate în Ardeal, în anul 1733, la cererea episcopului unit Inocențiu Micu-Klein, aflăm că în Sâmbăta de Jos a anului 1733 au fost recenzate 80 de familii, adică vreo 400 de persoane. Din registrul aceleiași conscripțiuni mai aflăm și numele preoților din satul Sâmbăta de Jos din perioada conscripțiunii: Alexandru, Iuon și Iuon 2, toți greco-catolici (uniți). În Sâmbăta de Jos era o biserică greco-catolică. Denumirea localității era redată în limba maghiară: Alsó-Szombatfalva. Rezultatele recensământului urmau să fie remise unei comisii formate din neromâni, în majoritate maghiari.

## Obiective turistice
- Castelul Brukenthal
  - Herghelia de la Sâmbăta de Jos (cai de rasă Lipițan)

## Personalități legate de Sâmbăta de Jos
Episcopul greco-catolic Ioan Giurgiu Patachi a decedat în data de 29 octombrie 1727, la reședința sa de la Sâmbăta de Jos.